# Montsevelier
Montsevelier (toponimo francese; in tedesco Mutzwil, desueto) è una frazione di 509 abitanti del comune svizzero di Val Terbi, nel Canton Giura (distretto di Delémont).

## Storia

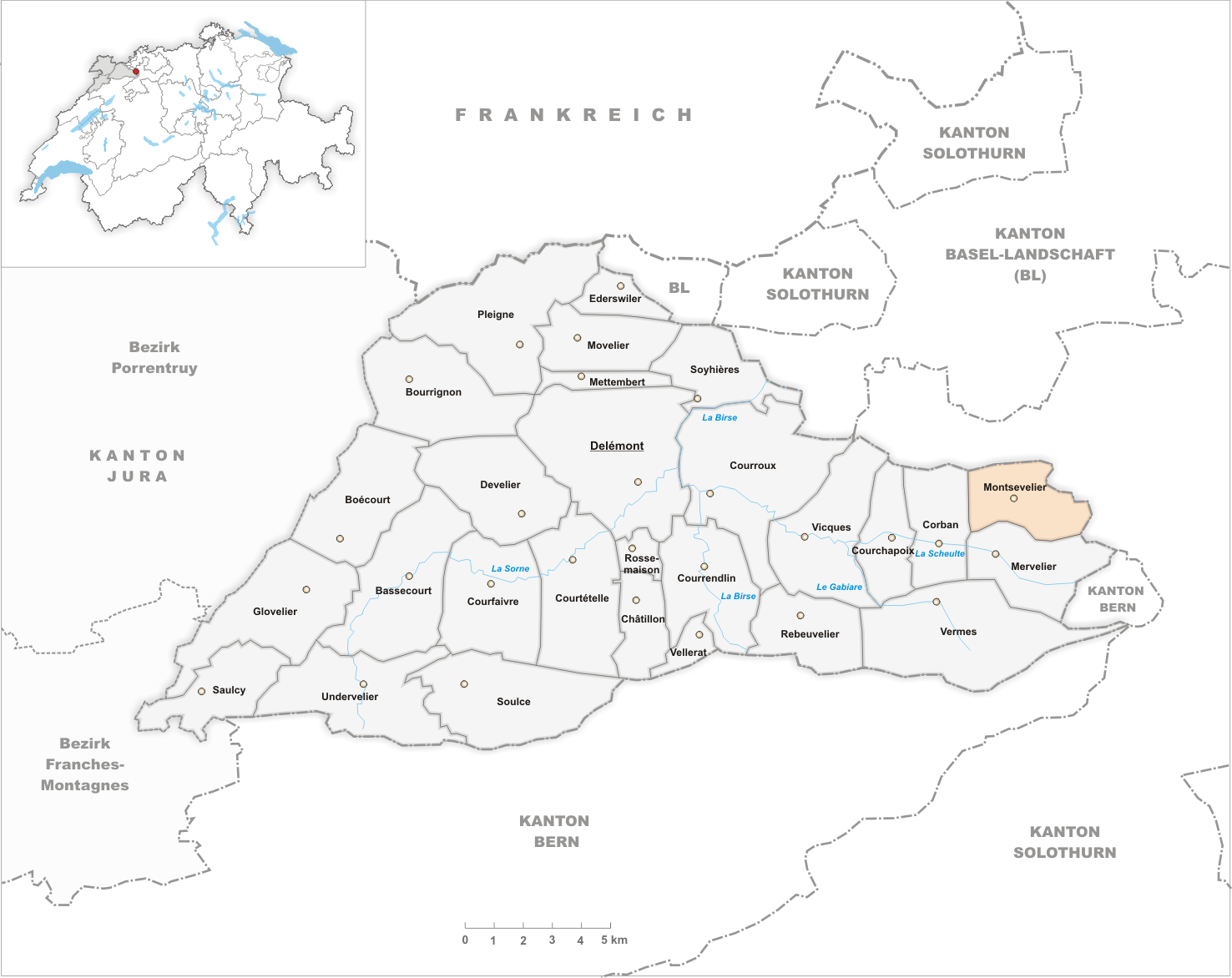
Il territorio del comune di Montsevelier prima degli accorpamenti comunali del 2013

Già comune autonomo che si estendeva per 7,75 km², il 1º gennaio 2013 è stato accorpato agli altri comuni soppressi di Vermes e Vicques per formare il nuovo comune di Val Terbi.

## Monumenti e luoghi d'interesse

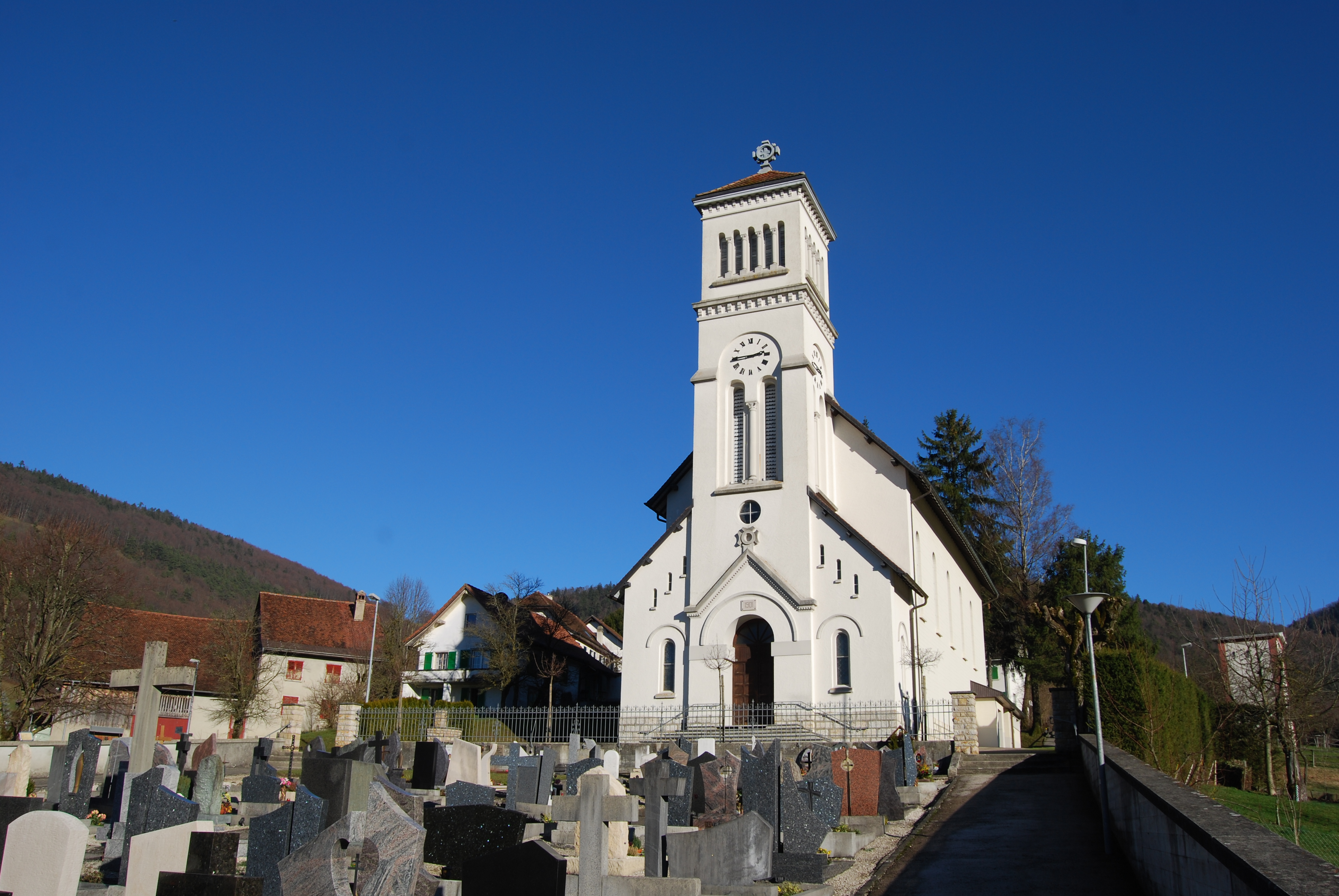
La chiesa di San Giorgio

- Chiesa cattolica di San Giorgio, ricostruita nel 1900-1901[1].

## Società

### Evoluzione demografica
L'evoluzione demografica è riportata nella seguente tabella:
Abitanti censiti

## Amministrazione
Dal 1853 comune politico e comune patriziale erano uniti nella forma del commune mixte.